# Walter Scherff
Walter Scherff (* 1. November 1898 in Cannstatt; † 24. Mai 1945 in Saalfelden, Österreich) war ein deutscher Heeresoffizier, zuletzt Generalmajor, der beauftragt war, die offizielle Geschichte des Zweiten Weltkriegs zu schreiben.

## Karriere
Nach verschiedenen Verwendungen wurde der Generalstabsoffizier Scherff 1938 an das Oberkommando des Heeres (OKH) versetzt. Im Zuge der Mobilmachung im Sommer 1939 wurde er zum Chef der 7. (kriegswissenschaftlichen) Abteilung des Generalstabs des Heeres ernannt. Im Februar 1941 ließ Adolf Hitler im Oberkommando der Wehrmacht (OKW) eine kriegsgeschichtliche Abteilung unter Leitung von Scherff einrichten, da er den Offizieren des Generalstabs die Beeinflussung der offiziellen Militärgeschichtsschreibung des Krieges entziehen wollte. Aufgabe der Einrichtung war es, die Leistungen Hitlers als Feldherr festzuhalten und propagandistisch zu verwerten. Im September 1941 wurde er zum Oberst d. G. befördert. Seine Stellung insbesondere gegenüber dem OKH wurde wesentlich durch die Ernennung zum „Beauftragten des Führers für die militärische Geschichtsschreibung“ gestärkt. Der Text des Führererlasses vom 17. Mai 1942 lautet:

„Wie das gewaltige Geschehen dieses Krieges eine Einheit darstellt, so muß seine Geschichte auch nach einheitlichen Gesichtspunkten geschrieben werden. Ich habe daher den Oberst d.G. Scherff mit der grundlegenden Darstellung des großdeutschen Freiheitskampfes beauftragt, ihn für die entsprechende Ausrichtung des gesamten militärischen Schrifttums verantwortlich gemacht und ihm zunächst das Ziel gesetzt, alle Grundlagen für diesen Zweck zu schaffen.
Oberst Scherff ist hierzu bevollmächtigt, die kriegsgeschichtlichen Einrichtungen der Wehrmachtteile zur Mitarbeit heranzuziehen und in deren Aufgabenstellung und Arbeitsweise Einblick zu nehmen. Er hat mir die sich aus seiner Aufgabe ergebenden organisatorischen Forderungen vorzutragen und mich laufend über den Fortgang seiner Arbeit zu unterrichten.
Oberst Scherff führt unter Beibehalt seiner Stellung als Chef der Kriegsgeschichtlichen Abteilung des Oberkommandos der Wehrmacht die Dienstbezeichnung:
Oberkommando der Wehrmacht. Der Beauftragte des Führers für die militärische Geschichtsschreibung.“

Durch weitere Entscheidungen vom Juni 1942 wurde die Stellung des „Beauftragten“ dahingehend konkretisiert, dass ihm folgende Einrichtungen/Dienststellen/Funktionen unterstellt wurden:
- Kriegswissenschaftliche Abteilung der Luftwaffe und der Kriegsmarine (zur Mitarbeit verpflichtet)
- Kriegsgeschichtliche Abteilung des Heeres
- Kriegsgeschichtliche Forschungsanstalt des Heeres
- Chef der Heeresarchive (dem OKH nachgeordnet)
- Chef der Heeresbüchereien (dem OKH nachgeordnet)
- Schriftleitung der Militärwissenschaftlichen Rundschau

Die kriegswissenschaftlichen Abteilungen der Kriegsmarine und der Luftwaffe waren ihm zwar nicht unterstellt, diese waren jedoch aufgrund des Führererlasses zur Kooperation verpflichtet. Die Waffen-SS verfügte über eine ähnliche Einrichtung.
Er verfasste eine Reihe von Aufsätzen oder ließ sie verfassen (häufig zum 20. April, dem Führergeburtstag), deren Titel erkennen lassen, in welcher Weise Scherff den Führererlass umzusetzen verstand (siehe Schriften).
Den gegenüber dem Nationalsozialismus kritischen bisherigen Heeresarchivleiter Friedrich von Rabenau löste Scherff Mitte 1942 von seinem Amt ab. Ein Einspruch des Generalstabschefs Halder blieb erfolglos.
1943 wurde Scherff zum Generalmajor befördert. Er dürfte aufgrund seiner umfassenden Aufgabenstellung eine der über den Kriegsverlauf bestinformierten Personen gewesen sein. Er war, soweit möglich, bei allen wichtigen Besprechungen Hitlers zur Kriegsführung anwesend, so auch am 20. Juli 1944 im Führerhauptquartier Wolfsschanze in Rastenburg/Ostpreußen; bei dem Attentat wurde er schwer verletzt. Hitler besuchte Scherff am Krankenbett.

Anwesende beim Attentat am 20. Juli 1944 – Scherff = Nr. 14

Anfang 1945 wurden Teile des Archivs aus Potsdam nach Liegnitz verlagert. Um die Archivalien nicht in die Hände der heranrückenden Roten Armee fallen zu lassen, wurde am 25. Januar ein Teil auf Anweisung durch Zwangsarbeiter verbrannt. Für die übrigen Bestände wurde vergeblich nach Einlagerungsmöglichkeiten im Raum Berchtesgaden gesucht. Am 25. April 1945 ließ der mittlerweile aus Berlin angereiste Scherff die Archivgüter, einschließlich der stenographischen Protokolle von Hitlers Lagebesprechungen, in Schönau verbrennen. Scherff geriet danach in amerikanische Kriegsgefangenschaft, in der er mittels einer Giftkapsel den Suizid vollzog.

## Auszeichnungen
- Verwundetenabzeichen 20. Juli 1944

## Schriften
- Die Einheit von Staatsmann und Feldherr. 1941, nach einem am 4. Februar 1941 an der Universität Berlin bei Professor Reinhard Höhn gehaltenen Vortrag.
- Der militärische Genius des Führers als Vorbedingung für die Einigung Europas. 1941.
- Erlebtes Genie. (Zitatensammlung). 1942.
- Die große Bewährung. 1942.
- Vom Feldherrentum des Führers. 1942.
- Feldherr aus Schicksal. 1943.